# Eleição municipal de Campos dos Goytacazes em 2008
A eleição municipal da cidade brasileira de Campos dos Goytacazes em 2008 foi realizada em duas rodadas, em 5 e 26 de outubro. O então prefeito era Roberto Henrique Silveira (PMDB). A prefeita eleita foi Rosinha Garotinho (PMDB) que foi eleita no segundo turno, derrotando o ex-prefeito Arnaldo Vianna (PDT).

## Candidatos
|  | Nº | Candidato(a) a prefeito | Candidato(a) a prefeito                                             | Candidato(a) a vice-prefeito | Candidato(a) a vice-prefeito                       | Coligação |
|  | -- | ----------------------- | ------------------------------------------------------------------- | ---------------------------- | -------------------------------------------------- | --- |
|  | 12 |                         | Arnaldo Vianna (PDT) Arnaldo França Vianna                          |                              | Hélio Anomal (PT) Hélio José Anomal Almeida        | Coração de Campos - Partido Democrático Trabalhista (PDT) - Partido dos Trabalhadores (PT) - Partido Social Liberal (PSL) - Partido Popular Socialista (PPS) - Partido Social Democrata Cristão (PSDC) - Partido Trabalhista Cristão (PTC) - Partido Verde (PV) - Partido Republicano Progressista (PRP) - Partido Socialista Brasileiro (PSB) - Partido Trabalhista do Brasil (PTdoB) |
|  | 15 |                         | Rosinha Garotinho (PMDB) Rosângela Barros Assed Matheus de Oliveira |                              | Dr. Chicão (PP) Francisco Arthur de Souza Oliveira | Aliança Muda Campos - Partido do Movimento Democrático Brasileiro (PMDB) - Partido Progressista (Brasil) (PP) - Partido da Mobilização Nacional (PMN) - Partido Trabalhista Brasileiro (PTB) - Partido Social Cristão (PSC) - Partido da República (PR) - Partido Republicano Brasileiro (PRB)                                                                                         |
|  | 21 |                         | Graciete Santana (PCB) Graciete Santana Nogueira Nunes              |                              | Rosi Peixoto (PCB) Rosicrea Ferreira Peixoto       | Sem coligação - Partido Comunista Brasileiro (PCB) |
|  | 28 |                         | Marcelo Vivório (PRTB) Marcelo Vivório Alves                        |                              | Vigneron (PTN) Fábio Vigneron Pessanha             | PRTB e PTN - Frente Trabalhista Renovadora - Partido Renovador Trabalhista Brasileiro (PRTB) - Partido Trabalhista Nacional (PTN) |
|  | 45 |                         | Paulo Feijó (PSDB) Paulo Fernando Feijó Torres                      |                              | Flávio Jorge (PHS) Flávio Jorge Filho              | Campos: Vamos Reagir e Mudar! - Partido da Social Democracia Brasileira (PSDB) - Partido Humanista da Solidariedade (PHS) - Democratas (DEM) |
|  | 65 |                         | Professora Odete (PCdoB) Odete Pereira da Rocha                     |                              | Professor Marcelo (PCdoB) Marcelo Gomes Soares     | Sem coligação - Partido Comunista do Brasil (PCdoB) |

## Resultados da eleição

### Prefeitura
| Candidato(a)             | Vice                      | 1º Turno 5 de outubro de 2008 | 1º Turno 5 de outubro de 2008 | 2º Turno 26 de novembro de 2008 | 2º Turno 26 de novembro de 2008 |
| Candidato(a)             | Vice                      | Votação                       | Votação                       | Votação                         | Votação                         |
| Candidato(a)             | Vice                      | Total                         | Porcentagem                   | Total                           | Porcentagem                     |
| ------------------------ | ------------------------- | ----------------------------- | ----------------------------- | ------------------------------- | ------------------------------- |
| Rosinha Garotinho (PMDB) | Dr. Chicão (PP)           | 118.245                       | 45,82%                        | 135.955                         | 54,47%                          |
| Arnaldo Vianna (PDT)     | Hélio Anomal (PT)         | 108.210                       | 41,93%                        | 113.638                         | 45,53%                          |
| Professora Odete (PCdoB) | Professor Marcelo (PCdoB) | 26.952                        | 10,44%                        | Não participaram                | Não participaram                |
| Paulo Feijó (PSDB)       | Flávio Jorge (PHS)        | 3.686                         | 1,43%                         | Não participaram                | Não participaram                |
| Marcelo Vivório (PRTB)   | Vigneron (PTN)            | 963                           | 0,37%                         | Não participaram                | Não participaram                |
| Graciete Santana (PCB)   | Rosi Peixoto (PCB)        | 0                             | 0,00%                         | Não participaram                | Não participaram                |
| Total de votos válidos   | Total de votos válidos    | 258.056                       | 100,00%                       | 249.593                         | 100,00%                         |
| Votos apurados           |                           |                               |                               |                                 |                                 |
| Votos válidos            | Votos válidos             | 258.056                       | 92,98%                        | 249.593                         | 94,07%                          |
| Votos em branco          | Votos em branco           | 5.183                         | 1,87%                         | 4.007                           | 1,51%                           |
| Votos nulos              | Votos nulos               | 14.301                        | 5,15%                         | 11.718                          | 4,42%                           |
| Total de votos apurados  | Total de votos apurados   | 277.540                       | 100,00%                       | 265.318                         | 100,00%                         |
| Eleitores                |                           |                               |                               |                                 |                                 |
| Comparecimento           | Comparecimento            | 277.540                       | 85,97%                        | 265.318                         | 82,18%                          |
| Abstenções               | Abstenções                | 45.299                        | 14,03%                        | 57.521                          | 17,82%                          |
| Total de eleitores       | Total de eleitores        | 322.839                       | 100,00%                       | 322.839                         | 100,00%                         |
| Total de seções: 913     |                           |                               |                               |                                 |                                 |

### Vereadores eleitos
| Candidato(a) | Candidato(a)        | Partido | Votos | Cidade de origem      | Unidade federativa/País |
| ------------ | ------------------- | ------- | ----- | --------------------- | ----------------------- |
|              | Marcos Bacellar     | PTdoB   | 9.549 | Campos dos Goytacazes | Rio de Janeiro          |
|              | Dr Abdu Neme        | PSB     | 8.299 | Campos dos Goytacazes | Rio de Janeiro          |
|              | Ilsan Viana         | PDT     | 7.166 | Campos dos Goytacazes | Rio de Janeiro          |
|              | Jorge Rangel        | PSB     | 6.131 | Campos dos Goytacazes | Rio de Janeiro          |
|              | Jorginho Pé No Chão | PTdoB   | 5.783 | São João da Barra     | Rio de Janeiro          |
|              | Altamir Bárbara     | PSB     | 5.705 | Campos dos Goytacazes | Rio de Janeiro          |
|              | Dr. Dante           | PDT     | 5.685 | Campos dos Goytacazes | Rio de Janeiro          |
|              | Renato Barbosa      | PT      | 5.547 | Campos dos Goytacazes | Rio de Janeiro          |
|              | Vieira Reis         | PRB     | 5.505 | Camacan               | Bahia                   |
|              | Kellinho            | PR      | 5.276 | Campos dos Goytacazes | Rio de Janeiro          |
|              | Gil Vianna          | PSDC    | 4.975 | Campos dos Goytacazes | Rio de Janeiro          |
|              | Papinha             | PP      | 4.445 | Campos dos Goytacazes | Rio de Janeiro          |
|              | Magal               | PMDB    | 4.238 | Campos dos Goytacazes | Rio de Janeiro          |
|              | Dona Penha          | PPS     | 4.050 | Campos dos Goytacazes | Rio de Janeiro          |
|              | Nelson Nahim        | PMDB    | 3.932 | Campos dos Goytacazes | Rio de Janeiro          |
|              | Rogério Matoso      | PPS     | 3.525 | Campos dos Goytacazes | Rio de Janeiro          |
|              | Albertinho          | PP      | 2.580 | Campos dos Goytacazes | Rio de Janeiro          |
| Fontes:      |                     |         |       |                       |                         |

#### Vereadores eleitos por partido
| Nº                     | Partido                | Votos populares | Votos populares | Vagas   |
| Nº                     | Partido                | Votos           | %               | Vagas   |
| ---------------------- | ---------------------- | --------------- | --------------- | ------- |
| 40                     | PSB                    | 39.878          | 16,71%          | 3       |
| 70                     | PTdoB                  | 30.364          | 12,72%          | 2       |
| 12                     | PDT                    | 23.198          | 9,72%           | 2       |
| 23                     | PPS                    | 20.613          | 8,64%           | 2       |
| 11                     | PP                     | 18.415          | 7,72%           | 2       |
| 22                     | PR                     | 16.739          | 7,01%           | 1       |
| 13                     | PT                     | 14.972          | 6,27%           | 1       |
| 15                     | PMDB                   | 14.782          | 6,19%           | 2       |
| 27                     | PSDC                   | 12.069          | 5,06%           | 1       |
| 14                     | PTB                    | 10.775          | 4,52%           | 0       |
| 45                     | PSDB                   | 8.307           | 3,48%           | 0       |
| 10                     | PRB                    | 6.184           | 2,59%           | 1       |
| 33                     | PMN                    | 5.792           | 2,43%           | 0       |
| 17                     | PSL                    | 5.188           | 2,17%           | 0       |
| 44                     | PRP                    | 3.725           | 1,56%           | 0       |
| 31                     | PHS                    | 3.372           | 1,41%           | 0       |
| 20                     | PSC                    | 2.051           | 0,86%           | 0       |
| 65                     | PCdoB                  | 1.106           | 0,46%           | 0       |
| 36                     | PTC                    | 273             | 0,11%           | 0       |
| 43                     | PV                     | 228             | 0,1%            | 0       |
| 19                     | PTN                    | 214             | 0,09%           | 0       |
| 28                     | PRTB                   | 204             | 0,09%           | 0       |
| 21                     | PCB                    | 123             | 0,05%           | 0       |
| 25                     | DEM                    | 68              | 0,03%           | 0       |
| Total de votos válidos | Total de votos válidos | 238.640         | 85,98%          | 17      |
| Votos em branco        | Votos em branco        | 7.184           | 2,59%           | 17      |
| Votos nulos            | Votos nulos            | 9.943           | 3,58%           | 17      |
| Total de votos         | Total de votos         | 277.540         | 85,97%          | 17      |
| Abstenções             | Abstenções             | 45.299          | 14,03%          | 17      |
| Eleitorado apto        | Eleitorado apto        | 322.839         | 322.839         | 322.839 |
| Fontes:                |                        |                 |                 |         |